# Műugrás az 1932. évi nyári olimpiai játékokon
Az 1932. évi nyári olimpiai játékokon a műugrásban négy bajnokot avattak. Mindegyik érmet amerikai sportoló nyerte.

## Éremtáblázat
(A táblázatokban a rendező ország csapata eltérő háttérszínnel, az egyes számoszlopok legmagasabb értéke, vagy értékei vastagítással kiemelve.)
| Az 1932. évi nyári olimpiai játékok éremtáblázata műugrásban | Az 1932. évi nyári olimpiai játékok éremtáblázata műugrásban | Az 1932. évi nyári olimpiai játékok éremtáblázata műugrásban | Az 1932. évi nyári olimpiai játékok éremtáblázata műugrásban | Az 1932. évi nyári olimpiai játékok éremtáblázata műugrásban | Olimpia  |
| ------------------------------------------------------------ | ------------------------------------------------------------ | ------------------------------------------------------------ | ------------------------------------------------------------ | ------------------------------------------------------------ | -------- |
|                                                              | Ország                                                       | Arany                                                        | Ezüst                                                        | Bronz                                                        | Összesen |
| 1.                                                           | Egyesült Államok (USA)                                       | 4                                                            | 4                                                            | 4                                                            | 12       |
|                                                              |                                                              |                                                              |                                                              |                                                              |          |
| Összesen                                                     | Összesen                                                     | 4                                                            | 4                                                            | 4                                                            | 12       |

## Érmesek

### Férfi számok
| Az 1932. évi nyári olimpiai játékok érmesei férfi műugrásban |                                           |                                           |                                          |
| Versenyszám                                                  | Arany                                     | Ezüst                                     | Bronz                                    |
| Műugrás                                                      | Michael Galitzen · Egyesült Államok (USA) | Harold Smith · Egyesült Államok (USA)     | Richard Degener · Egyesült Államok (USA) |
| Toronyugrás                                                  | Harold Smith · Egyesült Államok (USA)     | Michael Galitzen · Egyesült Államok (USA) | Frank Kurtz · Egyesült Államok (USA)     |

### Női számok
| Az 1932. évi nyári olimpiai játékok érmesei női műugrásban |                                          |                                          |                                       |
| Versenyszám                                                | Arany                                    | Ezüst                                    | Bronz                                 |
| Műugrás                                                    | Georgia Coleman · Egyesült Államok (USA) | Katherine Rawls · Egyesült Államok (USA) | Jane Fauntz · Egyesült Államok (USA)  |
| Toronyugrás                                                | Dorothy Poynton · Egyesült Államok (USA) | Georgia Coleman · Egyesült Államok (USA) | Marion Roper · Egyesült Államok (USA) |